# Lasiopogon lavignei
Lasiopogon lavignei är en tvåvingeart som beskrevs av Cannings 2002. Lasiopogon lavignei ingår i släktet Lasiopogon och familjen rovflugor.
Artens utbredningsområde är Wyoming. Inga underarter finns listade i Catalogue of Life.